# Seznam brigad po zaporednih številkah (250.–299.)
Seznam brigad po zaporednih številkah - brigade od 250. do 299.

## 250. brigada
Artilerijske
- 250. brigada Kraljeve poljske artilerije
- 250. raketna brigada (Vojska Jugoslavije)

## 251. brigada
Artilerijske
- 251. brigada Kraljeve poljske artilerije
- 251. protitankovska artilerijska brigada (ZSSR)

## 252. brigada
Oklepne
- 252. oklepna brigada (JLA)
- 252. oklepna brigada (Vojska Jugoslavije)

Artilerijske
- 252. brigada Kraljeve poljske artilerije
- 252. protiletalska raketna brigada (ZSSR)

## 253. brigada
Pehotne
- 253. motorizirana brigada (JLA)

Artilerijske
- 253. brigada Kraljeve poljske artilerije (domača)

## 254. brigada
Pehotne
- 254. brigada (VBiH)

Tankovske
- 254. tankovska brigada (ZSSR)

## 255. brigada
Artilerijske
- 255. brigada Kraljeve poljske artilerije

Tankovske
- 255. oklepna brigada (Indija)

## 256. brigada
Pehotne
- 256. pehotna brigada (ZDA)

Artilerijske
- 256. brigada Kraljeve poljske artilerije

## 257. brigada
Pehotne
- 257. motorizirana brigada (VRS)

Tankovske
- 257. tankovska brigada (ZSSR)

## 258. brigada
Pehotne
- 258. pehotna brigada (ZDA)

Artilerijske
- 258. brigada Kraljeve poljske artilerije (domača)

## 260. brigada
Artilerijske
- 260. brigada Kraljeve poljske artilerije

Vojaške policije
- 260. brigada vojaške policije (ZDA)

## 261. brigada
Pehotne
- 261. brigada (Kitajska)

Artilerijske
- 261. brigada Kraljeve poljske artilerije
- 261. komunikacijska brigada (ZDA)

## 262. brigada
Pehotne
- 262. brigada (Kitajska)

Artilerijske
- 262. brigada Kraljeve poljske artilerije

## 263. brigada
Zračnoobrambne
- 263. zračnoobrambna artilerijska brigada (ZDA)

Artilerijske
- 263. brigada Kraljeve poljske artilerije

## 264. brigada
Pehotne
- 264. brigada (Hrvaška)

Artilerijske
- 264. brigada Kraljeve poljske artilerije

## 265. brigada
Pehotne
- 265. oklepno-mehanizirana brigada (JLA)

Artilerijske
- 266. brigada Kraljeve poljske artilerije (domača)

## 266. brigada
Pehotne
- 266. brigada (Hrvaška)

Artilerijske
- 266. brigada Kraljeve poljske artilerije

## 268. brigada
Pehotne
- 268. pehotna brigada (Indija)

Artilerijske
- 268. brigada Kraljeve poljske artilerije (domača)

## 269. brigada
Pehotne
- 269. brigada (Tajvan)

Zračnoobrambne
- 269. protiletalska raketna brigada (ZSSR)

## 271. brigada
Zračnoobrambne
- 271. protiletalska raketna brigada (ZSSR)

Artilerijske
- 271. brigada Kraljeve poljske artilerije

## 272. brigada
Artilerijske
- 272. brigada Kraljeve poljske artilerije (domača)

Zračnoobrambne
- 272. protiletalska raketna brigada (ZSSR)

## 273. brigada
Tankovske
- 273. tankovska brigada (ZSSR)

Artilerijske
- 273. brigada Kraljeve poljske artilerije

## 277. brigada
Pehotne
- 277. pehotna brigada (Združeno kraljestvo)

Artilerijske
- 277. brigada Kraljeve poljske artilerije

## 278. brigada
Pehotne
- 278. pehotna brigada (ZDA)

Artilerijske
- 278. brigada Kraljeve poljske artilerije (domača)

## 280. brigada
Pehotne
- 280. brigada (VBiH)

Artilerijske
- 280. brigada Kraljeve poljske artilerije

## 281. brigada
Pehotne
- 281. brigada (VBiH)

Artilerijske
- 281. brigada Kraljeve poljske artilerije
- 281. topniška artilerijska brigada (ZSSR)

## 282. brigada
Pehotne
- 282. brigada (VBiH)

Artilerijske
- 282. brigada Kraljeve poljske artilerije

## 283. brigada
Pehotne
- 283. brigada (VBiH)
- 283. tankovskogrenadirska brigada (Wehrmacht)

## 286. brigada
Artilerijske
- 286. brigada Kraljeve poljske artilerije
- 286. samovozna artilerijska brigada (ZSSR)

## 287. brigada
Artilerijske
- 287. brigada Kraljeve poljske artilerije

Inženirske
- 287. inženirska brigada (ZSSR)

## 288. brigada
Artilerijske
- 288. mešana protioklepna artilerijska brigada (JLA)
- 288. artilerijska brigada (Ruska federacija)

## 289. brigada
Pehotne
- 289. pehotna brigada (Združeno kraljestvo)

Artilerijske
- 289. težka artilerijska brigada (ZSSR)

## 290. brigada
Vojaške policije
- 290. brigada vojaške policije (ZDA)

Artilerijske
- 290. brigada Kraljeve poljske artilerije

## 291. brigada
Tankovske
- 291. tankovska brigada (Wehrmacht

Artilerijske
- 291. brigada Kraljeve poljske artilerije
- 291. artilerijska brigada (Ruska federacija)

## 292. brigada
Tankovske
- 292. tankovska brigada (Wehrmacht

Artilerijske
- 292. raketna brigada (ZSSR)

## 293. brigada
Pehotne
- 293. pehotna brigada (ZDA)

Artilerijske
- 293. brigada Kraljeve poljske artilerije

## 295. brigada
Artilerijske
- 295. brigada Kraljeve poljske artilerije
- 295. protiletalska raketna brigada (ZSSR)

## 297. brigada
Pehotne
- 297. pehotna brigada (ZDA)

Artilerijske
- 297. brigada Kraljeve poljske artilerije

## 298. brigada
Pehotne
- 298. motorizirana pehotna brigada (Kitajska)

Artilerijske
- 298. brigada Kraljeve poljske artilerije